# Jack D. Hunter
Jack D. Hunter (Hamilton (Ohio), 4 juni 1921 - St. Augustine (Florida), 13 april 2009) was een Amerikaans schrijver.
Hunter studeerde voor journalist aan de Pennsylvania State University. Tijdens de Tweede Wereldoorlog was hij eerst bij de infanterie, maar kwam nadien terecht bij de contraspionagedienst. Na de oorlog werd hij naar Duitsland gezonden omdat hij goed Duits sprak. Hunter deed zich daar voor als een Litouws zwarte-markthandelaar. Dankzij de operatie "Nursery", die hij opzette, werden meer dan 1.000 nazi's opgepakt, nadat die poogden te infiltreren in de nieuwe Duitse regering. Hij kreeg hiervoor de Bronzen Ster. Nadien werkte Hunter als journalist, als public relations-officer voor DuPont en als speechschrijver in Washington D.C..
Zijn eerste roman was The Blue Max, later onder dezelfde titel verfilmd. In totaal schreef Hunter 17 romans.